# Salome Hofer
Salome Hofer (geboren am 10. März 1986) ist eine Schweizer Politikerin (SP). Sie ist seit 2009 Grossrätin des Kantons Basel-Stadt.

## Leben
Salome Hofer ist in Riehen aufgewachsen. Sie hat Politologie und Kommunikationsmanagement studiert.
Hofer ist seit dem 4. Februar 2009 Mitglied des Grossen Rats des Kantons Basel-Stadt. Von 2010 bis 2012 war sie Präsidentin des Einwohnerrates Riehen. Seit 2017 vertritt sie nicht mehr den Wahlkreis Riehen, sondern das Kleinbasel im Grossen Rat, wohin sie umgezogen ist.
Am 1. Februar 2020 wurde sie zur Präsidentin des Grossen Rates für das Amtsjahr 2020 gewählt. Mit 92 von 95 Stimmen gelang ihr ein aussergewöhnlich gutes Resultat bei der Wahl.
Hofer arbeitet bei Coop als Leiterin Nachhaltigkeit und Wirtschaftspolitik. Sie ist aktive Fasnächtlerin. Ehrenamtlich engagiert sie sich ausserdem im «RFV Basel – Popförderung und Musiknetzwerk der Region Basel» und bei «Kulturstadt Jetzt».